# Yorkshire (Ohio)
Yorkshire – wieś w Stanach Zjednoczonych, w stanie Ohio, w hrabstwie Darke.